# Prostor (likovna umjetnost)
Prostor kao likovni element se osniva na filozofskoj definiciji prostora kao objektivnoj stvarnosti u kojoj se sadrži materijalni svijet. Trodimenzionalni prostor, poput volumena, ima tri dimenzije: visinu, širinu i dužinu. Prostor je pored volumena najvažnija sastavnica likovnih djela kiparstva i arhitekture.
Međuprostor je dio prostora između pojedinih oblika.
Prikazivanje prostora na plohi je moguće crtačkim ili slikarskim tehnikama i nastaje na više načina:
- Konglomerat (latinski zbrka, nagomilavanje) je način prikazivanja kod kojeg je prostor negiran, a oblici su nabacani na plohu bez ikakvoga reda (npr. Paleolitski spiljski crteži).
- Podjelom plohe na planove dobiva se najjednostavnija iluzija dubine prostora. Ono što je najbliže je u prvom planu, a ono što je dalje je u drugom planu itd.
- Složenije prikazivanje prostora na plohi (zasnovano na razlikama u veličini oblika) nazivamo perspektivom.